# Copelatus concii
Copelatus concii är en skalbaggsart som beskrevs av Bilardo 1982. Copelatus concii ingår i släktet Copelatus och familjen dykare. Inga underarter finns listade i Catalogue of Life.